# Alex Métayer
Pour les articles homonymes, voir Métayer.
 (septembre 2013).
Si vous disposez d'ouvrages ou d'articles de référence ou si vous connaissez des sites web de qualité traitant du thème abordé ici, merci de compléter l'article en donnant les références utiles à sa vérifiabilité et en les liant à la section « Notes et références ».
Alex Métayer est un humoriste français, né le 19 mars 1930 à Berre-l'Étang (Bouches-du-Rhône) et mort le 21 février 2004 à Levallois-Perret (Hauts-de-Seine).

## Biographie

### Origines et jeunesse
Alex Métayer naît le 19 mars 1930 à Berre-l’Étang sous le nom d’état civil de Alexandre Marcel Jacques Métayer, fils d'Alexandre Métayer et Alphonsine Dulong.
Il suit ses parents en Algérie en 1936 où son père, officier dans l'armée de l'air, est muté. De retour en France après la Seconde Guerre mondiale, il quitte l'école très tôt, étudie par correspondance, se passionne pour la musique et obtient un premier prix de clarinette. Musicien puis animateur, chef de village et, enfin, responsable de l'animation au Club Med, il amorce son métier de comédien dans les « cabarets rive gauche ».

### Carrière
Alex Métayer commence véritablement sa carrière en tant que « première partie » de Georges Brassens à Bobino en 1964. Humoriste, il se tourne vers le cabaret puis, pendant deux saisons, participe à L'Oreille en coin animée successivement par Jean Amadou puis par Maurice Horgues sur France Inter. Il joue au théâtre de la Ville, à l'Olympia, au Casino de Paris, aux Mathurins, au Palais-Royal, à l'Opéra-Comique. Toujours vêtu d'un costume blanc sur scène, il observe les travers de Monsieur Tout-le-monde. Formé à la rude école du cabaret, il trouve sa veine en parsemant la trame de ses spectacles d'histoires aux personnages dérisoires, exubérants, toujours émouvants.
Outre sa carrière d'humoriste, comme Le Monde du 24 février 2004 le détaille dans sa nécrologie titrée « Alex Métayer, fabuliste ironique du quotidien », il a un parcours de « militant discret de l'Organisation communiste internationaliste » (OCI), organisation trotskyste dite lambertiste à laquelle il adhère au début des années 1970. Il appartient à la cellule spectacle dirigée par le chef opérateur Pierre-William Glenn, qui compte parmi ses membres — outre Bernard Murat, directeur du théâtre Édouard-VII et des Mathurins —, le cinéaste Alain Corneau, la comédienne Dominique Labourier et un certain Charles Berg, pseudonyme de Jacques Kirsner, devenu producteur de cinéma.
En 1975, il crée son premier seul en scène Mémoire d'un amnésique, puis Nous on s'aime, la Vie en VO, ou Merci disco. Parmi ses spectacles, on peut encore citer le professeur dans Perd la tête ou l'homme déçu dans Opéra comique qui lui vaut le grand prix de la SACEM. Son sketche le plus célèbre est Les Pâtes à la Boudoni.
Passionné de cinéma, il écrit et réalise un court puis deux longs métrages :
- La Vie des seins (1973) ;
- Le bonheur se porte large (1988), avec Laure Duthilleul, Marie Rivière, Eva Darlan, Éliane Boeri ;
- Mohamed Bertrand-Duval (1991), avec Alex Métayer, Moussa Maaskri, Netti, Chafia Boudraa, Marie-Christine Adam.

Son dernier spectacle écrit, mais qu'il n'a pas le temps de jouer, s'appelle Le Clone.

### Vie privée

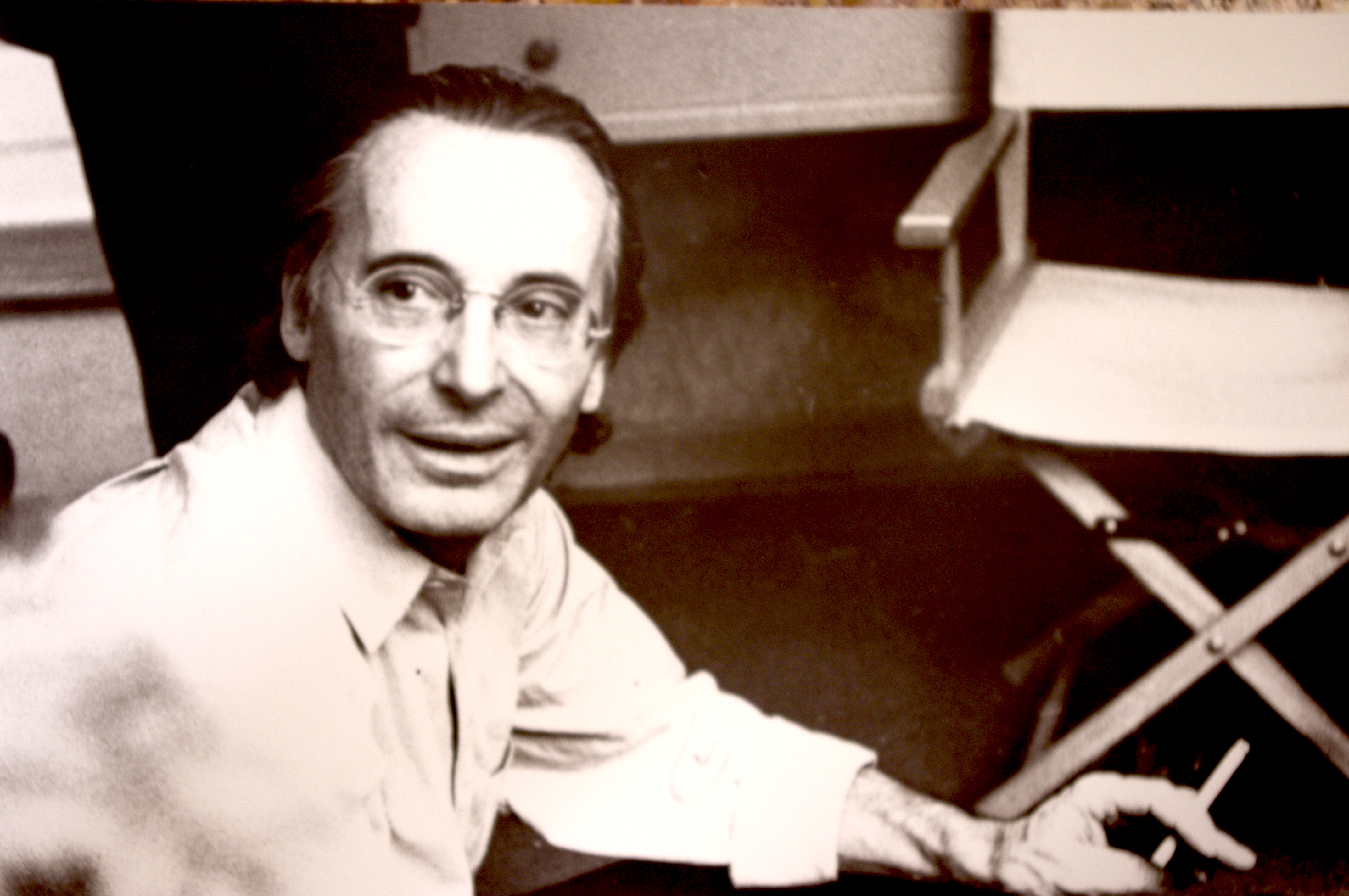
Alex Métayer en répétition au théâtre.

Alex Métayer épouse Jeanne Lacaze en 1957, dont il divorce en 1996.
Il se remarie en 2002 à Anne Laguerre.
Son fils, Éric Métayer, né en 1958 de son premier mariage, est comédien, metteur en scène et réalisateur. Son second fils, Clément Métayer, né en 1993, se lance dans la comédie en 2012 : notamment cette année-là, il incarne Gilles, jeune lycéen dans le Paris des années 1970, dans Après Mai d'Olivier Assayas.
En 2004, il vit au 4, rue de Thorigny dans le 3e arrondissement de Paris.

### Mort et hommages
Alex Métayer meurt à Levallois-Perret le 21 février 2004 des suites d'un cancer,. Il est enterré le 27 février à Paris, au cimetière du Montparnasse (9e division - cinquième tombe en partant des marches du moulin) sur des airs de Django Reinhardt et de Stéphane Grappelli. De nombreuses personnalités — dont Georges Moustaki, les comédiens Claude Brasseur, Gérard Rinaldi, Agnès Soral, Martin Lamotte et Bernard Ménez, Éliane Boeri (une des Trois Jeanne), les humoristes Michel Leeb, Sylvie Joly, Popeck et Raphaël Mezrahi, le dessinateur Fred, le metteur en scène Jean-Luc Tardieu, l'accordéoniste Marcel Azzola, l'ancien directeur de l'Olympia Jean-Michel Boris, Philippe Caubère — sont présentes[réf. souhaitée].
À Berre-l'Étang, sa ville natale, une rue porte désormais son nom.

## Spectacles
- 1964 : Première partie de Georges Brassens, Bobino
- 1970 : Première partie de Georges Moustaki, Bobino
- 1971 : Moi et Moi, théâtre Gramont, avec France Dary
- 1975 : Mémoire d'un Amnésique, théâtre des Blancs-Manteaux
- 1976 : T'as pas un moment ?, Cour des Miracles
- 1977 : Nous, on s'aime, Cour des Miracles
- 1978 : La Vie en VO, théâtre des Mathurins
- 1979 : Merci Disco, théâtre de la Ville
- 1981 : Y'a un malaise, théâtre de la Potinière
- 1983 : Les Femmes et les enfants d'abord
- 1985 : Liberté Chérie, Casino de Paris
- 1990 : Moral d'Acier, Casino de Paris et Olympia
- 1991 : Le Nouveau et l'Ancien, mais pas le Testament, Casino de Paris
- 1993 : Opéra Comique, Opéra-Comique
- 1997 : Famille Je Vous Haime, Casino de Paris
- 2000 : Alex Métayer perd la tête, théâtre du Palais-Royal

## Théâtre
- 1996 : Aimez-moi les uns les autres d'Alex Métayer, mise en scène Alex Métayer et Gil Galliot, avec lui-même, Martine Sarcey, Nicole Jamet et Éric Métayer

## Filmographie

### Scénario et réalisation
- 1973 : La Vie des seins (court métrage)
- 1988 : Le bonheur se porte large
- 1991 : Mohamed Bertrand-Duval

### Acteur
- 1980 : 5 % de risque, long métrage de Jean Pourtalé, avec Bruno Ganz, Jean-Pierre Cassel, Chantal Akerman et Aurore Clément

## Publications
- 1990 : Délires en scène (Mercure de France/Presse de la Cité)
- 1993 : L'Ancien et le Nouveau mais pas le Testament (Hors Collection/Presse de la Cité)
- 1993 : Opéra comique (Mercure de France)
- 1993 : Femmes je vous haime (Kiosque Flammarion)